# Restio scaber
Restio scaber är en gräsväxtart som beskrevs av Maxwell Tylden Masters. Restio scaber ingår i släktet Restio och familjen Restionaceae. Inga underarter finns listade i Catalogue of Life.